# Salix refraga
Salix refraga är en videväxtart som beskrevs av R. Doll. Salix refraga ingår i släktet viden, och familjen videväxter. Inga underarter finns listade i Catalogue of Life.